# 北辛遗址
北辛遗址位于中国山东省滕州市官桥镇北辛村，是一处新石器时代遗址，2006年被列为第六批全国重点文物保护单位。
北辛遗址东西长约50米，南北宽约100米, 面积约5万平方米，邻近薛河，东、南、 北三面临水，隔河与章丘龙山相望，地处平原与丘陵的交接地带，地势平坦。遗址于1964年春由中国科学院考古研究所山东队与滕县文化馆共同发现，中国社会科学院考古研究所山东队和滕县博物馆在1978年、1979年进行了两次发掘，发掘面积共2583平方米。发掘出土了石器、陶器、骨器、蚌器等大量遗物，部分属大汶口文化，更多的遗物显示出鲜明的文化特征，与大汶口文化有显著差异，时间要更早一些，被命名为“北辛文化”。